# 1945 au Canada
Pour un article plus général, voir Chronologie du Canada.
Cet article traite des événements qui se sont produits durant l'année 1945 au Canada.

## Seconde Guerre mondiale

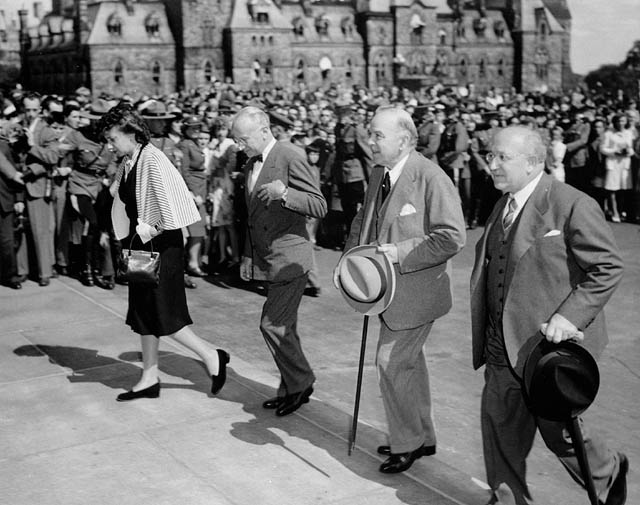
15 août : célébration de la Victoire à Ottawa

- Hiver : Le Japon met en œuvre le Projet Fugo qui envoie des ballons-bombes vers l'Amérique du Nord. Certains de ces ballons seront retrouvés entre la côte ouest et le Manitoba. Dans l'ensemble, ces ballons ont fait peu de dégâts.
- Février : opération Veritable.
- 24 mars : Opération Varsity qui étaient une opération aéroportée en Allemagne. Victoire des alliés.
- 12 au 16 avril : Libération d'Arnhem.
- 13 au 16 avril : Bataille de Groningue aux Pays-Bas. Victoire des Canadiens sur les Allemands.
- 16 avril : le sous-marin allemand Unterseeboot 190 coule le navire HMCS Esquimalt (J272) (en) au large de la Nouvelle-Écosse.
- 5 mai : Le général Charles Foulkes rencontre le général allemand Johannes Blaskowitz afin obtenir la reddition des troupes allemandes aux Pays-Bas.
- 8 mai : Capitulation du Troisième Reich.
- 20 mai : L'armée canadienne intervient pour mettre fin à l'Insurrection géorgienne de Texel opposants soldats georgiens et soldats allemands.
- 2 septembre : Capitulation du Japon.

## Politique

Élection fédérale de 1945

- 20 février : émission des premiers chèques d'allocations familiales par le gouvernement canadien.

- 11 juin : William Lyon Mackenzie King (libéral) est réélu Premier ministre.

- 31 août : élection générale britanno-colombienne.

- 16 octobre : Fondation de l'Organisation des Nations unies pour l'alimentation et l'agriculture (FAO) à Québec.
- 9 novembre : Le Canada adhère à l'Organisation des Nations unies
- 16 novembre : Le Canada adhère à l'Organisation des Nations unies pour l'éducation, la science et la culture (UNESCO)

## Justice
- 5 septembre : Igor Gouzenko quitte l'ambassade soviétique et y dénonce un réseau d'espionnage.

## Sport

### Hockey

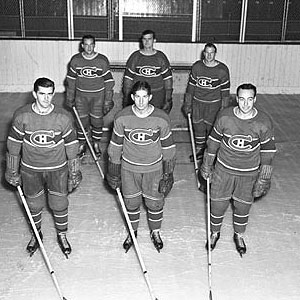
Joueur du Canadiens de Montréal avec la Punch Line à l'avant plan. Maurice Richard, Elmer Lach et Toe Blake.

- Fin de la Saison 1944-1945 de la LNH suivi des Séries éliminatoires de la Coupe Stanley 1945. Les Maple Leafs de Toronto remportent la Coupe Stanley contre les Red Wings de Détroit.
- Maurice Richard compte 50 buts en 50 rencontres.
- Création du Temple de la renommée du hockey
- Début de la Saison 1945-1946 de la LNH.

### Football
- Saison 1945 de la Ligue canadienne de football. Les Argonauts de Toronto remportent la Coupe Grey contre les Blue Bombers de Winnipeg.

## Économie
- Création de la compagnie CHUM Limited spécialisée dans la radiodiffusion.
- Fondation de la chaine de magasins London Drugs à Vancouver.

## Science
- Fondation de la Société mathématique du Canada.

## Culture

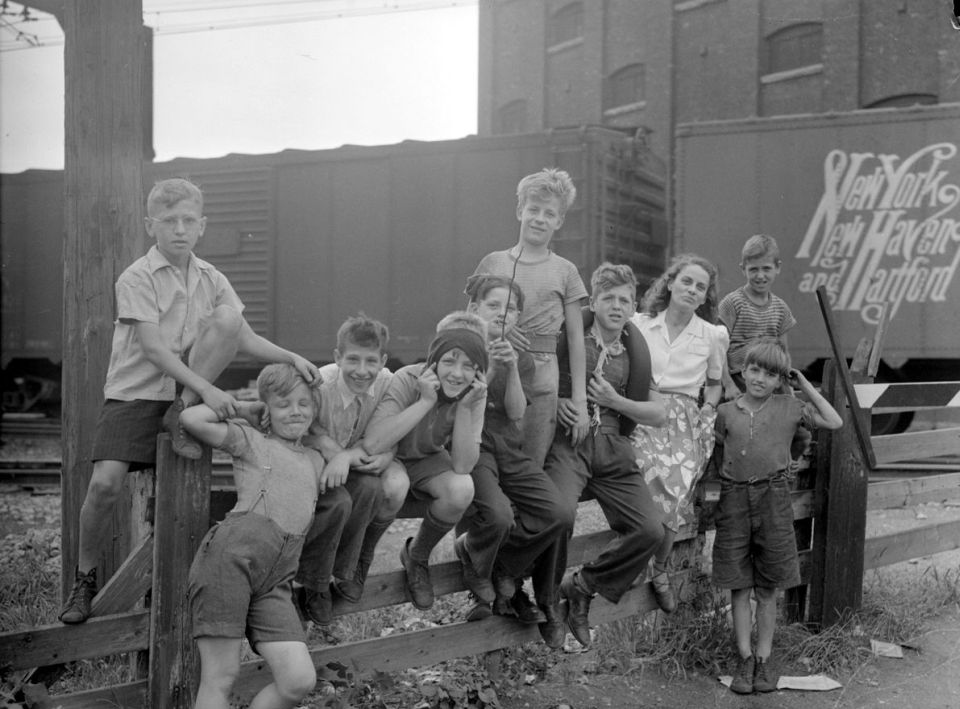
L'auteure Gabrielle Roy avec des enfants du quartier Saint-Henri à Montréal. Ce quartier est l'emplacement de son roman Bonheur d'occasion

- 25 février : Radio Canada International offre une programmation.
- Prix du Gouverneur général 1945.

### Chanson
- Fernand Robidoux interprète Je croyais.

### Livre
- Bonheur d'occasion, roman de Gabrielle Roy.
- Two solitudes, roman de Hugh MacLennan.

### Film
- Le Père Chopin

## Religion
- 30 avril : Fondation des Dominicaines missionnaires adoratrices par Julienne du Rosaire.
- 24 novembre : érection du diocèse de Baie-Comeau au Québec. Napoléon-Alexandre Labrie en est son premier évêque.

## Naissances
- 5 janvier : John Maloney, avocat et homme politique canadien.
- 10 janvier : Geneviève Amyot, écrivaine québécoise.
- 23 janvier : Mike Harris, premier ministre de l'Ontario.
- 27 janvier : Joe Ghiz premier ministre de l'Île-du-Prince-Édouard.
- 19 février : 
  - Jim Bradley, chef du Parti libéral de l'Ontario par intérim.
  - Bill Casey, homme politique.
- 20 février : Donald McPherson, patineur.
- 4 avril : Léopold Foulem, céramiste († 18 février 2023)
- 18 avril : Bernard Arcand, anthropologue.
- 27 mai : Bruce Cockburn, auteur-compositeur-interprète et guitariste folk/rock.
- 16 juin : Lucienne Robillard, femme politique québécoise.
- 20 juin : Anne Murray, chanteuse et actrice.
- 15 août : Rosann Wowchuk, vice-première ministre du Manitoba.
- 24 août : Lillian Dyck, sénatrice.
- 17 septembre : David Emerson, homme politique.
- 21 septembre : Bjarni Tryggvason, spationaute.
- 11 novembre : Norman Doyle, homme politique.
- 12 novembre : Neil Young, chanteur.
- 14 novembre : Tony Penikett, premier ministre du Yukon.
- 15 novembre : Jean Gauvin, homme politique.
- 4 décembre : Roberta Bondar, astronaute.

## Décès
- 2 mars : Emily Carr, artiste.